# マイケル・カーティス
マイケル・カーティス（Michael Curtiz、1888年12月24日 - 1962年4月11日）は、ハンガリー、ブダペスト出身の映画監督。ハンガリー名はケルテース・ミハーイ（Kertész Mihály [ˈkɛrt e̝ːsˌmihɑ̈ːj]）。アメリカに渡り、主にハリウッドで活躍した。『カサブランカ』により1943年のアカデミー監督賞を受賞した。

## 生涯
1888年12月24日にハンガリーのブダペストにアシュケナジム・ユダヤ人の家庭に生まれる。
マルコシー大学と王立芸術アカデミーで演劇を学び、1906年に舞台俳優としてデビューする。1912年に『Ma es Holnap』で映画デビューし、第一次世界大戦では記録映画班に勤めた。当時は左翼思想の持ち主で、1918年にはハンガリーで左翼陣営のプロパガンダ映画である、最初の長編映画を発表している。1919年、ハンガリーにおける共産主義革命が失敗したため、ドイツに亡命した。
1927年に同じユダヤ系のワーナー・ブラザースのジャック・L・ワーナーから請われてハリウッドに入り、アメリカに帰化した。1930年代は『海賊ブラッド』、『ロビンフッドの冒険』などのエロール・フリン主演の映画で好評を博した。フリンとの映画は通算8本にも及んだ（もっとも、実際はエロール・フリンのことは毛嫌いしていたと言う）。1942年に公開された『カサブランカ』は代表作の一本となった（ただし、本人はこの作品をそれほど気に入ってはいなかったようである）。

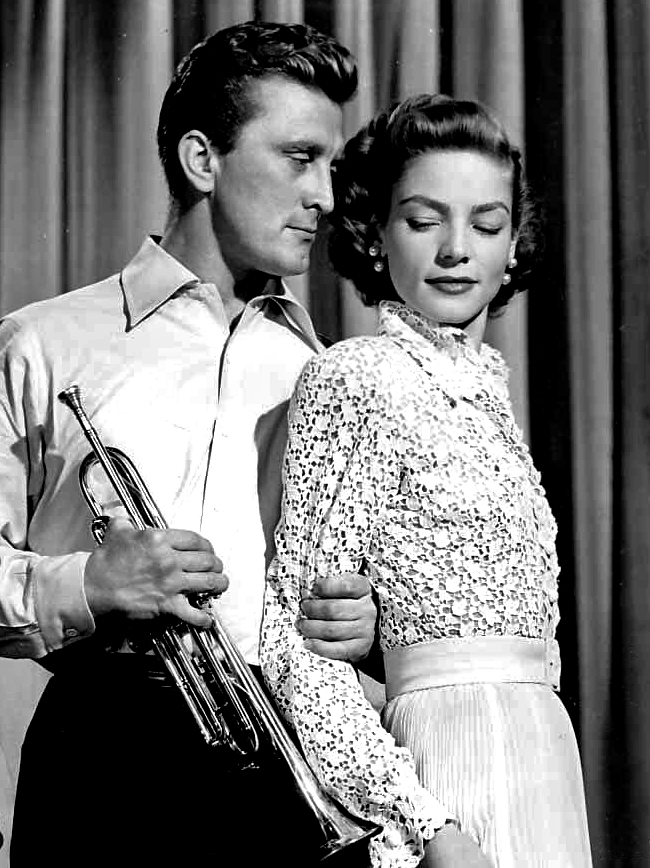
1950年、『情熱の狂想曲』のカーク・ダグラスとローレン・バコール

1948年の『洋上のロマンス』において、カーティスはオーディションでドリス・デイをデビュー作にもかかわらず主役に配役した。デイは自身の第1作目で主演となったことに衝撃を受け、カーティスに自分は演技経験のない歌手であることを訴えた。カーティスはデイが女優でないと正直に語ったことを気に入った。またカーティスはデイにそばかすがあることも一般的なアメリカ人女性を体現していると語った。デイをデビューさせたことは、以降のカーティスのキャリアにおいても大きな意味のあるものとなった。1950年、『情熱の狂想曲』でカーク・ダグラス、ローレン・バコール、ドリス・デイが出演した。ダグラスは実在のジャズ・ミュージシャンでコルネット奏者のビックス・バイダーベックを基にした役を演じた。他の伝記映画『アメリカ野郎』でバート・ランカスターが1912年ストックホルムオリンピックで金メダルを獲得した実在のネイティブ・アメリカンを基にした役を演じた。この作品は全てのスポーツ映画の中でも評価の高いものとなった。1951年、『夢で逢いましょう (1951年の映画)』でドリス・デイとダニー・トーマスが主演した。実在の作詞家ガス・カーンの伝記ミュージカル映画である。デイにとってカーティス監督映画4作目となった。
その後も『ヤンキー・ドゥードゥル・ダンディ』『夜も昼も』、『ホワイト・クリスマス』などヒットを飛ばし、いわゆる職人監督としてハリウッドでも一目置かれる存在となったが、1950年代のスタジオ・システム崩壊後はほとんどヒットに恵まれなかった。
1962年4月11日、癌のため死去した。
『ハリウッド帝国の興亡』に紹介されている挿話として、デヴィッド・ニーヴンが出演した映画『カンサス騎兵隊』（1940年）の現場で監督がスタッフに対し「乗り手のいない（no rider または without rider）馬を連れて来い」というところを「Bring on the empty horses（空の馬をつれて来い）」と発言したのにニーヴンとエロール・フリンは大ウケし、監督のふくれっ面にもかかわらず腹を抱えて笑っていたとされ、後にニーブンはこの言葉を2作目の伝記のタイトルにした。

## 主な監督作品
- 『イスラエルの月』 - Die Sklavenkönigin（1924年）
- 『テンダーロイン』 - Tenderloin（1928年）
- 『ノアの箱船』 - Noah's Ark（1928年）
- 『狂へる天才』 - The Mad Genius（1931年）
- 『モンテ・カルロの女』 - The Woman from Monte Carlo（1932年）
- 『ドクターX』 - Doctor X（1932年）
- 『暁の耕地』 - The Cabin in the Cotton（1932年）
- 『春なき二万年』 - 20,000 Years in Sing Sing（1932年）
- Goodbye Again（1933年）
- 『ケンネル殺人事件』 - The Kennel Murder Case（1933年）
- 『肉の蝋人形』 - Mystery of the Wax Museum（1933年）
- 『偽者紳士』 - Jimmy the Gent（1934年）
- 『海賊ブラッド』 - Captain Blood（1935年）
- 『歩く死骸』 - The Walking Dead（1936年）
- 『山の法律』 - Mountain Justice（1937年）
- 『ロビンフッドの冒険』 - The Adventures of Robin Hood（1938年）
- 『汚れた顔の天使』 - Angels with Dirty Faces（1938年） - アカデミー監督賞ノミネート
- 『四人の姉妹』 - Four Daughters（1938年） - アカデミー監督賞ノミネート
- 『無法者の群』 - Dodge City（1939年） - 兼製作
- 『女王エリザベス』 - The Private Lives of Elizabeth and Essex（1939年）
- 『カンサス騎兵隊』 - Santa Fe Trail（1940年）
- 『ヴァージニアの血闘』 - Virginia City（1940年）
- 『シー・ホーク』 - The Sea Hawk（1940年）
- 『海の狼』 - The Sea Wolf（1941年）
- 『急降下爆撃隊』 - Dive Bomber（1941年）
- 『カサブランカ』 -Casablanca（1942年） - キネマ旬報ベスト・テン 第8位
- 『ヤンキー・ドゥードゥル・ダンディ』 - Yankee Doodle Dandy（1942年） - アカデミー監督賞ノミネート
- 『モスクワへの密使』 - Mission to Moscow（1943年）
- 『ミルドレッド・ピアース』 - Mildred Pierce（1945年）
- 『夜も昼も』 - Night and Day（1946年）
- 『洋上のロマンス』 - Romance on the High Seas（1948年)
- 『燃えつきた欲望』 - en:Bright Leaf（1950年）
- 『破局』 - The Breaking Point（1950年）
- 『アメリカ野郎』 - en:JIM THORPE-ALL AMERICAN（1951年）
- 『夢であいましょう』 - I'll See You in My Dreams（1951年）
- 『ジャズ・シンガー』 - The Jazz Singer（1952年）
- 『ホワイト・クリスマス』 - White Christmas（1954年）
- 『エジプト人』 - The Egyptian（1954年）
- 『俺たちは天使じゃない』 - We're No Angels（1955年）
- 『闇に響く声』 - King Creole（1958年）
- 『ハックルベリーの冒険』 - The Adventures of Huckleberry Finn（1960年）
- 『剣と十字架』 - Francis of Assisi（1961年)
- 『コマンチェロ』 - The Comancheros（1961年）

## 受賞歴

### アカデミー賞
受賞
1944年 アカデミー監督賞:『カサブランカ』
ノミネート
1936年 アカデミー監督賞:『海賊ブラッド』
1939年 アカデミー監督賞:『汚れた顔の天使』、『四人の姉妹』
1943年 アカデミー監督賞:『ヤンキー・ドゥードゥル・ダンディ』